# Idrættens Hus

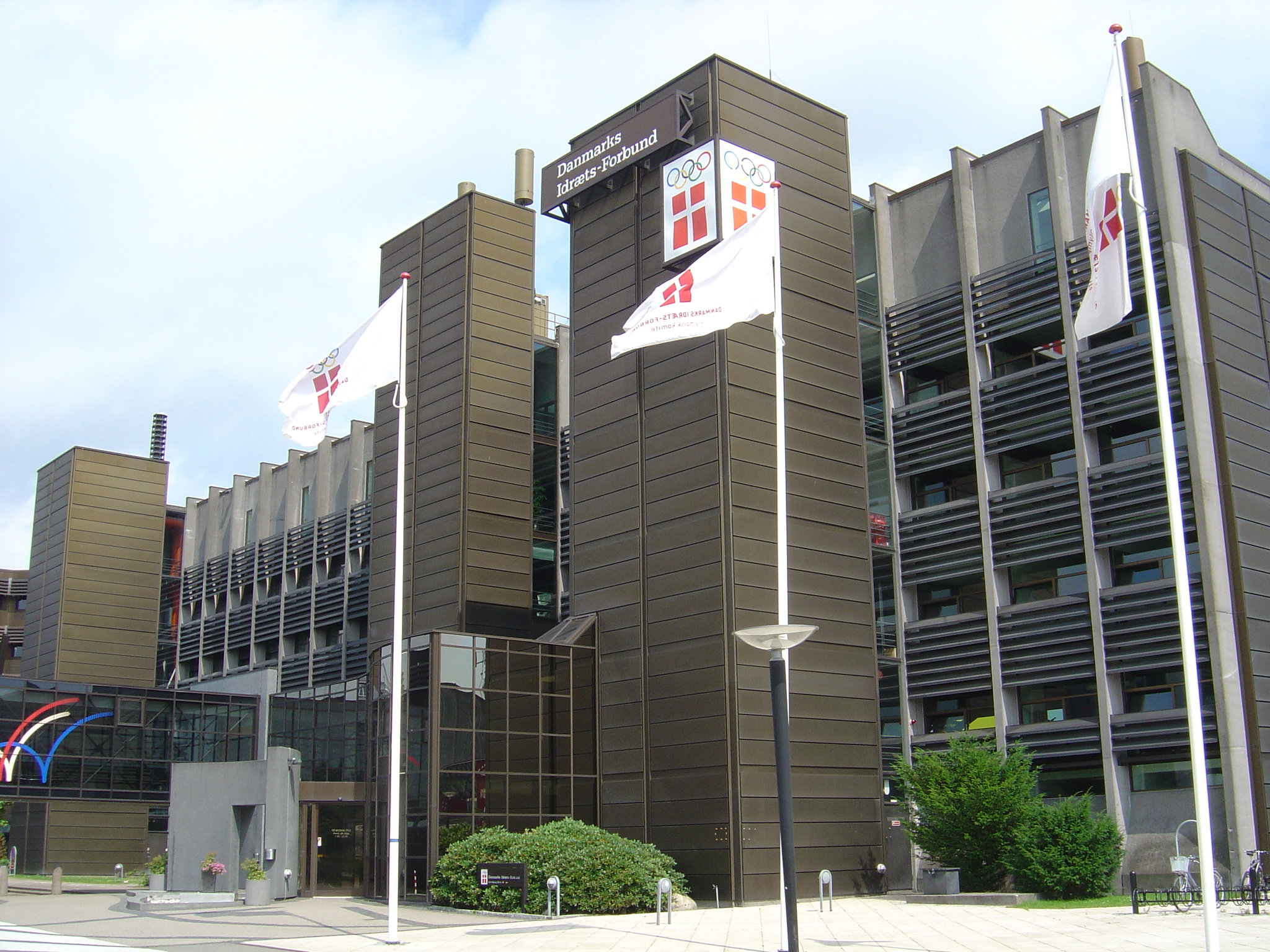
Idrættens Hus im Juli 2007

Idrættens Hus (deutsch Haus des Sports) ist ein Gebäudekomplex, bestehend aus Hotel (65 Zimmer), Konferenzräumen, Büros, Bibliothek und Restaurant, der in unmittelbarer Nähe zum Brøndby Stadion und zur Sporthalle Brøndby Hallen in der Kopenhagener Vorstadtgemeinde Brøndby liegt. Der 33.000 m² große Komplex ist Sitz mehrerer dänischer Sportfachverbände, darunter auch der Dachverband des dänischen Sports, Danmarks Idræts-Forbund, der im Hauptgebäude von 1973 untergebracht ist. Im Hauptgebäude befinden sich auch die Hall of Fame des dänischen Sports (Sportens Hall of Fame) und der Sitz des nationalen Handballverbandes Dansk Håndbold Forbund. Das Nebengebäude Haus B wurde 1977 gebaut, Haus C 1992, die Häuser D und E 1995 und die Häuser F und G 2002.

## Verbände
Verbände, die im Idrættens Hus ihren Sitz haben, sind:
- Dansk Atletik Forbund, Leichtathletik, in Haus C
- Danmarks Badminton Forbund, Badminton, in Haus F und G
- Danmarks Basketball-Forbund, Basketball, in Haus B
- Danmarks Cykle Union, Radsport, in Haus B
- Dansk Døve-Idrætsforbund, Gehörlosensport
- Dansk Floorball Union, Floorball
- Danmarks Gymnastik Forbund, Gymnastik, in Haus C
- Dansk Håndbold Forbund, Handball, Hauptgebäude
- Dansk Handicap Idræts-Forbund, Behindertensport, in Haus D und E
- Danmarks Idræts-Forbund, Dachverband der Sportverbände, Hauptgebäude
- Dansk Kano og Kajak Forbund, Kanusport
- Dansk Ride Forbund, Reitsport, in Haus F und G
- Dansk Rugby Union, Rugby
- Dansk Sejlunion, Segelsport, in Haus C
- Danmarks Skiforbund, Skisport
- Dansk Skytte Union, Sportschießen
- Danmarks Sportsdanserforbund, Tanzsport
- Dansk Volleyball Forbund, Volleyball
- Team Danmark, eine staatliche Organisation für Elitesport, in Haus F und G